# Hyllus bifasciatus
Hyllus bifasciatus är en spindelart som beskrevs av Ono 1993. Hyllus bifasciatus ingår i släktet Hyllus och familjen hoppspindlar. Inga underarter finns listade i Catalogue of Life.